# Београд филм
Београд филм је друштвено кинематографско предузеће које је основано 1946. године.
Превасходна намена је била увоз, пласман и дистрибуција играних филмова из иностранства и имали су велику биоскопску мрежу у самом Београду.
У власништву Београд филма се налазило 24 биоскопа као што су:
- Козара
- Одеон
- Јадран
- 20. октобар
- Балкан
- Космај
- Централ
- Славица
- Авала
- Јединство
- Дрина
- Звезда
- Партизан
- Вождовац итд.

На пример, Београд филм је 1983. године у своја 24 биоскопа приказао филмски програм за 7 милиона посетилаца што је стварно импозантан податак.
Tоком ’90-их година предузеће запада у кризу која се нагло погоршава почетком 2000-их година.
Биоскопи су трпили константан пад броја посетилаца услед велике економске кризе, санкција, нагомиланих дугова, пиратерије, пропалим салама и опремом.
Осим увоза страних филмова, током ’70-их и ’80-их учествовали су активно и у југословенској кинематографији као продуцент или дистрибутер домаћих наслова (Браћа по матери, Искушавање ђавола, Мала итд).
Године 2007. биоскопи у власништву Београд филма су продати бизнисмену Николи Ђивановићу.
Године 2011. власник Београд филма Никола Ђивановић и неколико његових блиских сарадника су ухапшени због препродаје биоскопа трећим лицима, фалсификовања документације и утаје пореза услед чега је осуђен на затворску и новчану казну.
Резултат овога је да је приватизацијом Београд филма много људи остало без запослења а од биоскопа у власништву Београд филма није остао „камен на камену”.
Године 2015. група младих људи је окупирала биоскоп Звезда који је у власништву Београд филма и тамо редовно организују трибине и пуштају филмове.

## Продукција филмова
| Год.  | Назив                             | Улога                           |
| ----- | --------------------------------- | ------------------------------- |
| 1976. | Војникова љубав                   | дистрибутер                     |
| 1977. | Љубавни живот Будимира Трајковића | дистрибутер                     |
| 1978. | Тигар                             | дистрибутер                     |
| 1978. | Двобој за јужну пругу             | дистрибутер                     |
| 1978. | Трен                              | дистрибутер                     |
| 1979. | Другарчине                        | дистрибутер                     |
| 1981. | Берлин капут                      | дистрибутер                     |
| 1981. | Бановић Страхиња                  | дистрибутер                     |
| 1982. | Саблазан                          | дистрибутер                     |
| 1988. | Браћа по матери                   | продуцент и дистрибутер         |
| 1988. | За сада без доброг наслова        | продуцент и дистрибутер         |
| 1989. | Последњи круг у Монци             | извршни продуцент и дистрибутер |
| 1990. | Глуви барут                       | продуцент и дистрибутер         |
| 1991. | Мој брат Алекса                   | продуцент и дистрибутер         |
| 1991. | Мала                              | продуцент и дистрибутер         |
| 2009. | Медени месец                      | продуцент и дистрибутер         |